# Katastrofa kolejowa pod Modlinem
Katastrofa kolejowa w Nowym Dworze Mazowieckim – katastrofa, która wydarzyła się 30 grudnia 1986 roku około godziny 17:15 na odcinku pomiędzy stacjami kolejowymi Nowy Dwór Mazowiecki i Modlin, na łuku toru na wysokości ogródków działkowych „Pestka” przed wiaduktem w pobliżu drogi krajowej 85. W jej wyniku poniosło śmierć 6 osób, w tym 5 pracowników PKP będących na służbie (maszynista i pomocnik maszynisty pociągu towarowego, maszynista, konduktor i kierowniczka pociągu osobowego) oraz 1 pasażer, a 10 zostało rannych.
Przyczyną katastrofy było nieprawidłowe wyprawienie pociągu towarowego ze stacji Modlin w kierunku stacji Nowy Dwór Mazowiecki po błędnie ułożonej drodze przebiegu i niewłaściwym torze nr 1 zamiast po torze nr 2. W wyniku błędnego ułożenia drogi przebiegu doszło do czołowego zderzenia pociągu osobowego nr 637 relacji Warszawa Gdańska – Nasielsk złożonego z dwu zespołów trakcyjnych typu EN57 z pociągiem towarowym nr 66180, złożonym z lokomotywy ET21-273 oraz trzydziestu sześciu wagonów. W wyniku wypadku uległa zniszczeniu lokomotywa i pierwsze wagony pociągu towarowego oraz wagon rozrządczy pierwszego zespołu EN57-1595.